# Autostrada A6 (Francja)
Autostrada A6 (fr. Autoroute A6), także Autostrada Słońca (fr. Autoroute du Soleil) – autostrada we Francji, długości 456 km, wybudowana w latach 1960–1971, zlokalizowana w ciągu europejskich tras: E15, E21 oraz E60.

## Informacje ogólne
Autostrada A6 jest jedną z głównych autostrad Francji. Komunikuje Paryż z Dijonem i Lyonem, stanowiąc część połączenia stolicy Francji zarówno z południem kraju, jak i ze Szwajcarią oraz Włochami. Na wielu odcinkach posiada trzy, cztery, a nawet pięć pasów ruchu w jednym kierunku. Jej początkowy odcinek oznaczony jest jako A6a i A6b. Długość odcinka płatnego wynosi 400 km, zaś jego operatorem jest Autoroutes Paris-Rhin-Rhône (APRR). Punkty poboru opłat (fr. Gare de péage) znajdują się na każdym z wjazdów/zjazdów oraz na obydwu końcach płatnego odcinka: we Fleury-en-Bière na północy i Villefranche-sur-Saône-Limas na południu.

## Przebieg trasy

### Autostrada A6
Autostrada rozpoczyna się od połączeń z obwodnicą Paryża (Bulwar Peryferyjny) w węzłach Porte d'Orléans (A6a) i Porte d’Italie (A6b), biegnie przez południowe przedmieścia stolicy, następnie na południowy wschód, potem na południe. Do 2020 roku A6 kończyła się w centrum Lyonu, zmieniając numer na A7, łączącą Lyon z Marsylią. Obecnie punktem końcowym arterii jest węzeł nr 33; dalszy przebieg trasy, razem z fragmentem A7, został przeklasyfikowany na drogi metropolitalne (fr. route métropolitaine).

### Autostrada A6a
A6a jest zachodnią łącznicą autostradową pomiędzy paryskim Bulwarem Peryferyjnym i autostradą A6.
A6a rozpoczyna się na węźle Porte d'Orléans, na wewnętrznej obwodnicy Paryża i prowadzi do węzła z autostradą A6b. Dalej biegnie równolegle do niej w ten sposób, że jezdnie A6a leżą wewnątrz jezdni A6b, zapewniając bezpośredni przejazd aż do węzła w okolicy Wissous, gdzie A6a i A6b dają początek autostradom A6 i A10.
Autostrada A6a zlokalizowana w ciągu tras europejskich E05, E15 oraz E50.

### Autostrada A6b
A6b jest wschodnią łącznicą autostradową pomiędzy paryskim Bulwarem Peryferyjnym i autostradą A6.
A6b rozpoczyna się w węźle Porte d’Italie, na wewnętrznej obwodnicy Paryża i prowadzi przez dwa tunele do węzła z autostradą A6a. Dalej biegnie równolegle do niej w ten sposób, że jezdnie A6b leżą na zewnątrz jezdni A6a, zapewniając połączenie z A106 w kierunku portu lotniczego Orly oraz z A86, stanowiącą autostradową obwodnicę Paryża (zewnętrzną). W okolicy miejscowości Wissous A6a i A6b kończą się w węźle dającym początek autostradom A6 i A10.
Autostrada A6b zlokalizowana w ciągu tras europejskich E05, E15 oraz E50.

## Historia

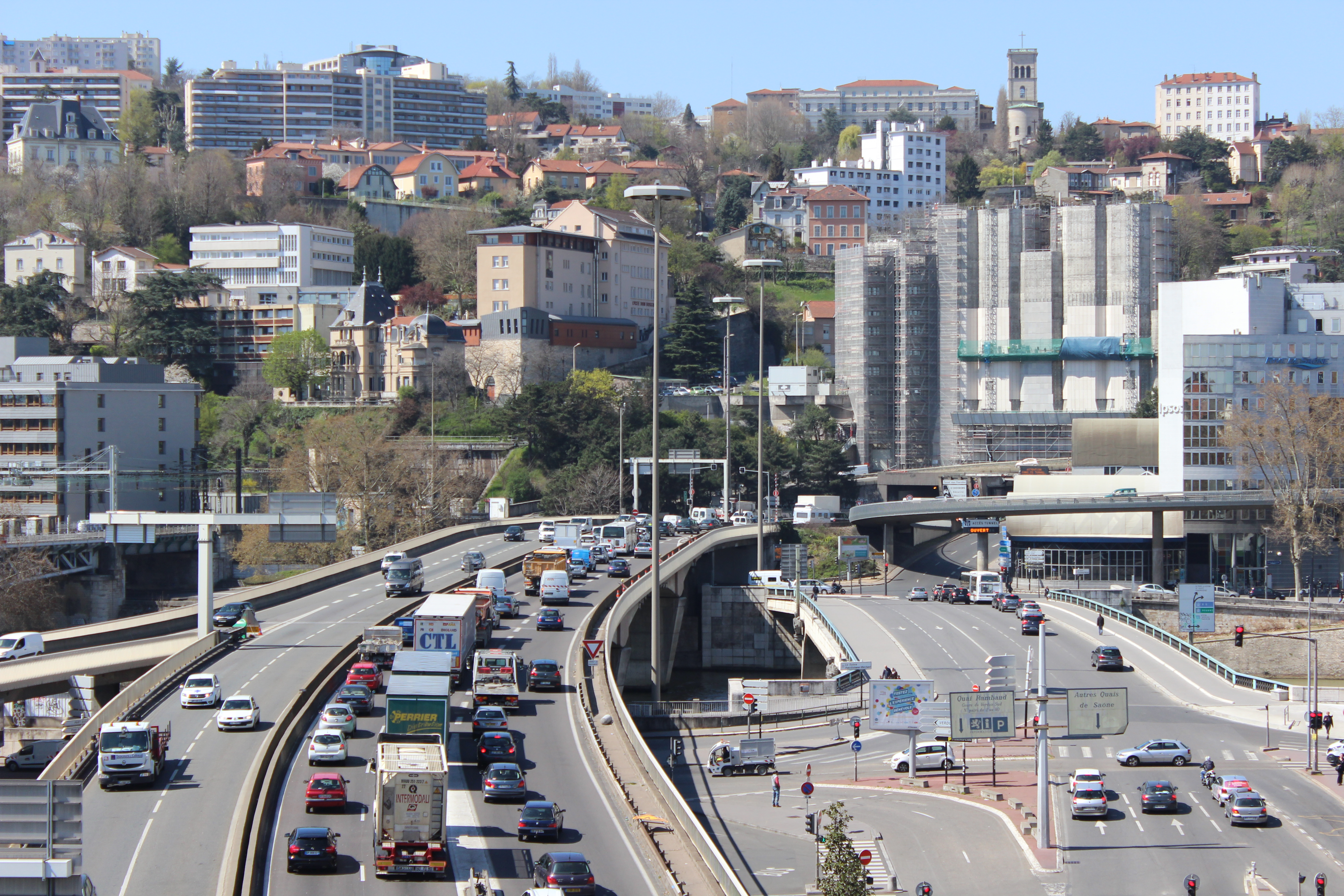
Widok na odcinek A6 w Lyonie, który do 2020 roku był częścią autostrady. Obecnie leży w ciągu drogi metropolitalnej nr 6 (fr. Route métropolitaine 6). Zdjęcie zrobiono w 2015 r.

Autostrada A6 została zbudowana w latach 1960–1971, a poszczególne odcinki oddawano do użytku w następującej kolejności:
- Paryż – Le Coudray-Montceaux (34 km): 1960
- Auxerre-Sud – Nitry (25 km): 1963
- Avallon – Anse przez Beaune (224 km): 1968
- Otwarcie tunelu de Fourvière i ukończenie całego odcinka Paryż – Lyon: 8 września 1971

## Dodatkowe informacje
A6 wspólnie z A1 i A7 stanowi część najbardziej obciążonej transportem osi Lille – Paryż – Lyon – Marsylia. Co roku latem tworzą się na niej ogromne korki, gdy Francuzi z północy kraju udają się na Lazurowe Wybrzeże.